# کشتی خط کلاس-دوک
کشتی‌های کلاس-دوک از کلاس‌های چهار توپ-۹۸ درجه دوم بودند که توسط سر جان ویلیامز برای نیروی دریایی پادشاهی بریتانیا طراحی شدند.

## کشتی‌ها
- اچ‌ام‌اس دوک (۱۷۷۷)

سازنده: Plymouth Dockyard
دستور: ۱۸ ژوئن ۱۷۷۱
راه اندازی: ۱۸ اکتبر ۱۷۷۷
سرنوشت: شکسته شدن، ۱۸۴۳
- اچ‌ام‌اس گلوری (۱۷۸۸)

سازنده: Plymouth Dockyard
دستور: ۱۶ ژوئیه ۱۷۷۴
راه اندازی: ۵ ژوئیه ۱۷۸۸
سرنوشت: شکسته شدن، ۱۸۲۵
- HMS St George

سازنده: بندر پورتسموث
دستور: ۱۶ ژوئیه ۱۷۷۴
راه اندازی: ۱۴ اکتبر ۱۷۸۵
سرنوشت: ویران شده، ۱۸۱۱
- اچ‌ام‌اس اطلس (۱۷۸۲)

سازنده: چاتم داکیارد
سفارش: ۵ اوت ۱۷۷۷
راه اندازی: ۱۳ فوریه ۱۷۸۲
سرنوشت: شکسته شدن، ۱۸۲۱